# Paul Hardcastle
Pour les articles homonymes, voir Hardcastle.
Paul Hardcastle est un compositeur, musicien, producteur britannique né à Londres le 10 décembre 1957.
Multi-instrumentiste, il joue principalement du synthétiseur. Il compose et interprète des morceaux, souvent instrumentaux, dans des genres musicaux allant de la synthpop au smooth jazz.
Paul Hardcastle est essentiellement connu pour la chanson 19, sortie en 1985, qui traîte de la guerre du Viêt Nam et des séquelles psychologiques sur les soldats. Le single se vend à 8 millions d'exemplaires dans le monde, se classant en tête de nombreux pays.